# Dreieck Dernbach
De Dreieck Dernbach is een knooppunt in de Duitse deelstaat Rijnland-Palts. Bij dit halve sterknooppunt ten zuidoosten van het dorp Dernbach sluit de A48 (Trier-Dernbach) aan op de A3 (Elten-Passau).

## Aansluitende wegen
| Aansluitende wegen              | Aansluitende wegen | Aansluitende wegen | Aansluitende wegen | Aansluitende wegen                              |
| ------------------------------- | ------------------ | ------------------ | ------------------ | ----------------------------------------------- |
| richting Bonn / Köln Düsseldorf |                    |                    |                    |                                                 |
|                                 |                    |                    |                    |                                                 |
| richting Trier / Koblenz        |                    |                    |                    |                                                 |
|                                 |                    |                    |                    |                                                 |
|                                 |                    |                    |                    | richting Wiesbaden Frankfurt am Main / Würzburg |